# Список об'єктів, названих на честь Сімеона-Дені Пуассона
Наступне було названо на честь Сімеона-Дені Пуассона (фр. Siméon-Denis Poisson; 1781—1840) — французького математика і фізика:
- Дужки Пуассона
- Збіжність за Пуассоном — Абелем
- Інтегральна формула Пуассона
- Коефіцієнт Пуассона
- Модель Пуассона — Больцмана
- Пуассонівський процес
- Регресія Пуассона
- Рівняння Пуассона
- Розподіл Пуассона
- Теорема Пуассона
- 12874 Пуассон — астероїд головного поясу